# خداحافظ برلین
خداحافظ برلین (به انگلیسی: Goodbye to Berlin) یکی از معروف‌ترین رمانهای کریستوفر ایشروود، نویسنده انگلیسی است که در سال ۱۹۳۹ (میلادی)، زمانی‌که او در برلین اقامت داشت، نوشت. او با کتاب خداحافظ برلین نه‌تنها بی‌درنگ خود را در صف اول داستان‌نویسان معاصر قرار داد، بلکه برلین پیش از ظهور هیتلر را همچون مأمن خاص خویش، به تصویر کشید.

## فهرست کتاب
دربارهٔ نویسنده
مقدمهٔ نویسنده
خاطرات روزانهٔ برلین (پاییز ۱۹۳۰)
سالی بوولز
در روگن آیلند (تابستان ۱۹۳۱)
خانوادهٔ نوواک
خانوادهٔ لاندائر
خاطرات روزانهٔ برلین (زمستان ۱۹۳۲ و ۱۹۳۳)

## دربارهٔ کتاب
خداحافظ برلین تصور او از این شهر گمشده‌است؛ به این مفهوم که از آپارتمان‌های استیجاری و کافه‌های مناطق حاشیة شهر به ویلاهای خیرکنندة ثروتمندان می‌رسد.
تقریباً هر صفحه از این کتاب رویدادهای خارق‌العاده، تراژیک و مضحک با استادی تمام در کنار هم تلفیق می‌شوند.
این جلوه‌ها از برلین در روزهای اندکی پیش از روی کارآمدن رژیم هیتلر، تصویری از تاریخ و نیز تابلویی از یک نوشتهٔ شاخص به‌دست می‌دهد.
شش قطعه‌ای که در این مجموعه گنجانده شده‌اند، یک روایت تقریباً پیوسته را تشکیل می‌دهند. این قطعه‌ها تنها قسمت‌های باقی‌مانده از چیزی هستند که در اصل برای یک رمان حجیمِ چندقسمتی در برلینِ پیش از ظهور هیتلر، در نظر گرفته شده بودند. به گفتهٔ ایشروود: «می‌خواستم نام رمان را گمشده بگذارم، با این وجود عنوان را عوض کردم. به‌نظرم این نام برای مجموعه‌ای از خاطرات و طرح‌های روزانهٔ کوتاه و پرآب‌وتاب که ارتباط ضعیفی با یکدیگر دارند، نامناسب آمد.»

## اقتباس سینمایی از کتاب خداحافظ برلین
روزنامه گاردین فهرستی از ۱۰ اقتباس برتر تاریخ سینما که براساس کتاب‌های سرشناس ساخته شده‌اند را منتشر کرد. تاکنون آثار ادبی بسیاری دستمایهٔ اهالی سینما برای ساخت فیلم‌های پرفروشی بوده‌اند که گاردین در گزارشی به بررسی ۱۰ اثر برتر در این زمینه پرداخته است.
خداحافظ برلین نوشتهٔ کریستوفر ایشروود رمانی بود که سوژه باب فاس برای ساخت فیلم موزیکال کاباره شد. فیلم محصول ۱۹۷۲ موفق به دریافت ۸ جایزه اسکار از جمله بهترین کارگردانی شد، اما در بخش بهترین فیلم تسلیم پدرخوانده (فیلم) شد. این فیلم همچنین ۶ جایزه بافتا و دو جایزه گلدن گلوب را به‌دست‌آورد. این فیلم بر مبنای نمایش موزیکال موفقی در برادوی ساخته شد و تصویری هولناک و تفکربرانگیز از برلین در دوره جمهوری وایمار را ارائه می‌دهد.